# Barberetta aurea
Barberetta aurea är en enhjärtbladig växtart som beskrevs av William Henry Harvey. Barberetta aurea ingår i släktet Barberetta och familjen Haemodoraceae. Inga underarter finns listade.